# Ruhnama
Ruhnama (Kniha duše) je literární dílo, které napsal bývalý prezident Turkmenistánu Saparmurat Nijazov. Má dva díly, první vyšel v roce 2001 a druhý v roce 2004.
Kniha navazuje na starý turkmenský epos Oğuzname. Je konglomerátem Nijazovovy autobiografie, pouček o náboženství a morálce, historických a mytologických pojednání i básnických pasáží. Autorovým cílem bylo dát mladému turkmenskému státu propagandistický základ pomocí idealizovaného obrazu slavné národní minulosti.
Studium Ruhnamy bylo základem vzdělávacího systému v zemi a její význam byl srovnáván s Biblí nebo Koránem. Státní zaměstnanci z ní skládali zkoušky, znalost knihy byla také podmínkou udělení řidičského oprávnění. Výročí vydání druhého dílu 12. září bylo vyhlášeno státním svátkem. Zahraniční firmy, které chtěly v Turkmenistánu podnikat, musely přispět k šíření knihy. Nijazovův nástupce Gurbanguly Berdimuhamedow část nařízení zrušil, kniha je však nadále základem režimní ideologie.
Ruhnama byla přeložena do více než čtyřiceti jazyků včetně češtiny. V Ašchabadu vznikl pomník knihy, vysoký devět metrů a zhotovený z mramoru; je opatřen mechanismem, který knihu pravidelně otevírá a zavírá. Jeden exemplář Ruhnamy byl pomocí rakety Dněpr vynesen do vesmíru. O státem řízeném kultu Ruhnamy byl natočen finský dokumentární film Pyhän kirjan varjo (Ve stínu svaté knihy).